# Caspar Preis
Caspar Preis, auch Kaspar Preiß (* wohl im 17. Jahrhundert in Leidenhofen in der Nähe des Ebsdorfergrunds; † 1667 oder später in Stausebach, Kurmainz) war ein Bauer und gilt als Verfasser der Stausebacher Ortschronik. Er war vermutlich der Sohn von Baltzer Preiß und war verheiratet mit Gerdraut Krämer aus Wittelsberg.
Durch seine Chronik ist ein regionales Bild des Dreißigjährigen Kriegs überliefert, das die Not der Bauern durch Einquartierungen und Plünderungen zeigt. Besonders für die regionalgeschichtliche Forschung hat sich die Stausebacher Ortschronik als nützlich erwiesen.

## Jugend und die Jahre bis 1636
Das Geburtsjahr Caspar Preis’ ist unbekannt, da er nichts davon in seinen Aufzeichnungen schreibt, jedoch lässt sich anhand der Salbücher der Gerichte Ebsdorf und Frauenberg ein Baltzer Preiß im Jahre 1592 ermitteln, der ein Verwandter sein könnte. Aufgewachsen ist er in der Ortschaft Leidenhofen. Über seine Jugend ist nichts weiter bekannt. 1621 heiratet er Gerdraut Krämer (* 1596) aus Wittelsberg. Kurz nach der Heirat zogen sie nach Schröck ins mainzische Amt Amöneburg und waren so Untertanen des Kurfürsten von Mainz Georg Friedrich von Greiffenclau zu Vollrads. In Schröck wohnte das Ehepaar Preis 14 Jahre lang.

## Der Dreißigjährige Krieg
Am 22. Februar 1636 zog das Ehepaar Preis von Schröck nach Stausebach, nachdem es den Michaelshof von Hans Krämer (genannt: Grohans) und dessen Frau Rebecka für 700 Gulden gekauft hatte. Caspar Preis kann also nicht unvermögend gewesen sein. Bei Grohans Krämer handelte es sich um den Bruder des Schwiegervaters Caspar Preis’. Jener wollte nicht, dass der „berühmte“ Hof an einen Fremden verkauft wird. Das Ehepaar Preis zog wegen seiner Schulden nach Stausebach, obwohl sie Knechte und Mägde beschäftigen konnten. Preis zahlte die Pacht an den Gotteskasten in Kirchhain. Das Land und die Gebäude, die Caspar Preis erwarb, waren durch den Krieg schon in Mitleidenschaft gezogen worden.

„Im Jar 1636 uff S. Petterstag seind ich Caspar Preis, Gerdraut mein Hausfrauw von Schrickt nach Stausebach gezogen uff den S. Michälshoff, so dem Gotteskasten zum Kirchain die Pocht gibt. […] Es war der Hoff so gar verwuestet und verdorben in dem Kriegswesen, das nicht eine Handvolle Korn war ausgesehet.“

Preis empfand den Dreißigjährigen Krieg als Strafe Gottes für die „Sünden Deutschlands“ und schreibt, dass die Reichsfürsten und Reichsstädte sich vom Kaiser abgewandt hätten und sich zu ihrer Hilfe einen König von Schweden gerufen hätten. Ausführlich berichtet er über die Plünderungen, die Hessen oder Schweden in Stausebach und Umgebung vornehmen. Ihr Landesherr, der Mainzer Erzbischof Anselm Casimir Wambolt von Umstadt, sei auf der Seite des Kaisers. Bereits 1636 gibt es Gerüchte über einen Frieden, die sich nicht erfüllen. In den folgenden Kriegsjahren wird immer wieder von Überfällen der Schweden (teilweise unter französischem Befehl) oder der Hessen (mit Schweden verbündet) geschrieben. Preis berichtet von Entführungen, Lösegeldzahlungen, Fluchten auf die Festung Kirchhain, Verteuerung von Lebensmitteln und Vergewaltigungen.
1640 wurde das Dorf mit Palisaden gegen die Angreifer befestigt und vom Hauptmann der Amöneburg geschützt. Preis selbst nimmt am Kampf um Kirchhain mit einem Oberstleutnant teil. Im September ist er allein in Stausebach, da alle Bewohner in die Städte geflüchtet sind.
Preis ist gut über die Umgebung informiert. Er weiß, dass Erzherzog Leopold Wilhelm von Österreich, Ottavio Piccolomini und Johann Kaspar von Stadion in Kirchhain sind, dass die Bevölkerung der umliegenden Dörfer in Gießen und Frankfurt wegen der Lebensmittelverknappung Brot kaufen muss. Zusätzlich zu den Kriegsverwüstungen kommen noch Mäuseplagen, Seuchen und Überschwemmungen hinzu.

## Verwaltungstätigkeit und letzte Jahre
Auf Grund des Krieges gab es in den Jahren 1649/50 keinen Priester in Stausebach. Der vorhandene Geistliche musste zwölf Dörfer und die Stadt betreuen. Durch diese Notlage sahen sich die Bewohner Stausebachs gezwungen „Ersatzgottesdienste“ abzuhalten. Caspar Preis fungierte dort als Lektor. Er las aus dem Evangelium und predigte. Jedoch wurde er von seinen Nachbarn ausgelacht und führte an einigen Sonntagen keinen Gottesdienst durch.

„Des Morgens lauten wir, als wen ein Priester da were. Wer da eines christlichen Gemüts wahr, der thäte das seinige. […] Wan wir dan, wie gehört, einen Psalmen oder ein ander Liedt gesungen hatten, da nam ich armer Caspar dan das Buch und lase das Evangelium und die Pretig.“

Von 1644 bis 1659 ist er „Castenmeister“ in Amöneburg und schreibt stolz, dass er „Rechnungen und Register selbst geschrieben“ hat.
1663 gibt er den Inhalt eines Briefes des "türkischen Kaisers" an den "römischen Kaiser" wieder. 1665 wird der Hof an seinen Sohn Caspar Preis jr. übergeben. Im Jahr 1667 findet sich die letzte Eintragung in der Chronik. Sie ist mit zittriger Hand verfasst. Vielleicht ist Preis in diesem Jahr verstorben, wie ihm prophezeit worden war.

„Die Warheyt ist mir gesagt worten, im 1667. Jahr da wert ich in sterben. Das weys Gott, ich weys aber nit. Gott dem Almechtigen sey ales heimgestellt. Er machts mit mir, wies im gefelt.“

## Stausebacher Ortschronik
Die Stausebacher Ortschronik besteht aus 98 Papierblättern im ursprünglichen Format 18,5 × 15,5 cm. Der originale Pergamenteinband stammte aus dem 19. Jahrhundert und die Seiten waren von 1 bis 196 durchnummeriert worden. Vor und nach dem eigentlichen Text befinden sich Schreibübungen, die sowohl von Caspar Preis selbst als auch von seinen Familienangehörigen stammen. In den Editionen wurden diese Übungen nicht mit ediert. Auch wurden von einem Schreiber aus dem ausgehenden 18. Jahrhundert Anmerkungen nachgetragen. Die Chronik wurde also im Familienkreis weiter rezipiert und auch bearbeitet, da vieles für die Nachkommen nicht mehr verständlich war.
Caspar Preis berichtet über den Zeitraum von 1636 bis 1667. Jedoch schreibt er in einer Art Vorwort, wann er mit seiner Frau die Ehe schloss und wo das Ehepaar Preis aufgewachsen ist.
Viele Angaben der Chronik lassen sich anhand von Rechnungen des mainzischen Amts Amöneburg und den Salbüchern der Gerichte Ebsdorf und Frauenberg nachweisen.
Er berichtet über das Kriegsgeschehen des Dreißigjährigen Krieges, die aktuellen Getreide- und Viehpreise und den bäuerlichen Alltag. Nach dem Krieg entwickelt sich die Chronik immer mehr zum Hausbuch, in das Beobachtungen zu Familienfesten, der Witterung und der Ernte eingetragen werden. Caspar Preis schreibt Hochdeutsch mit mundartlichen Einsprengseln. Für einen einfachen Mann schreibt er „schön und leserlich“.

## Editionen und Ehrung

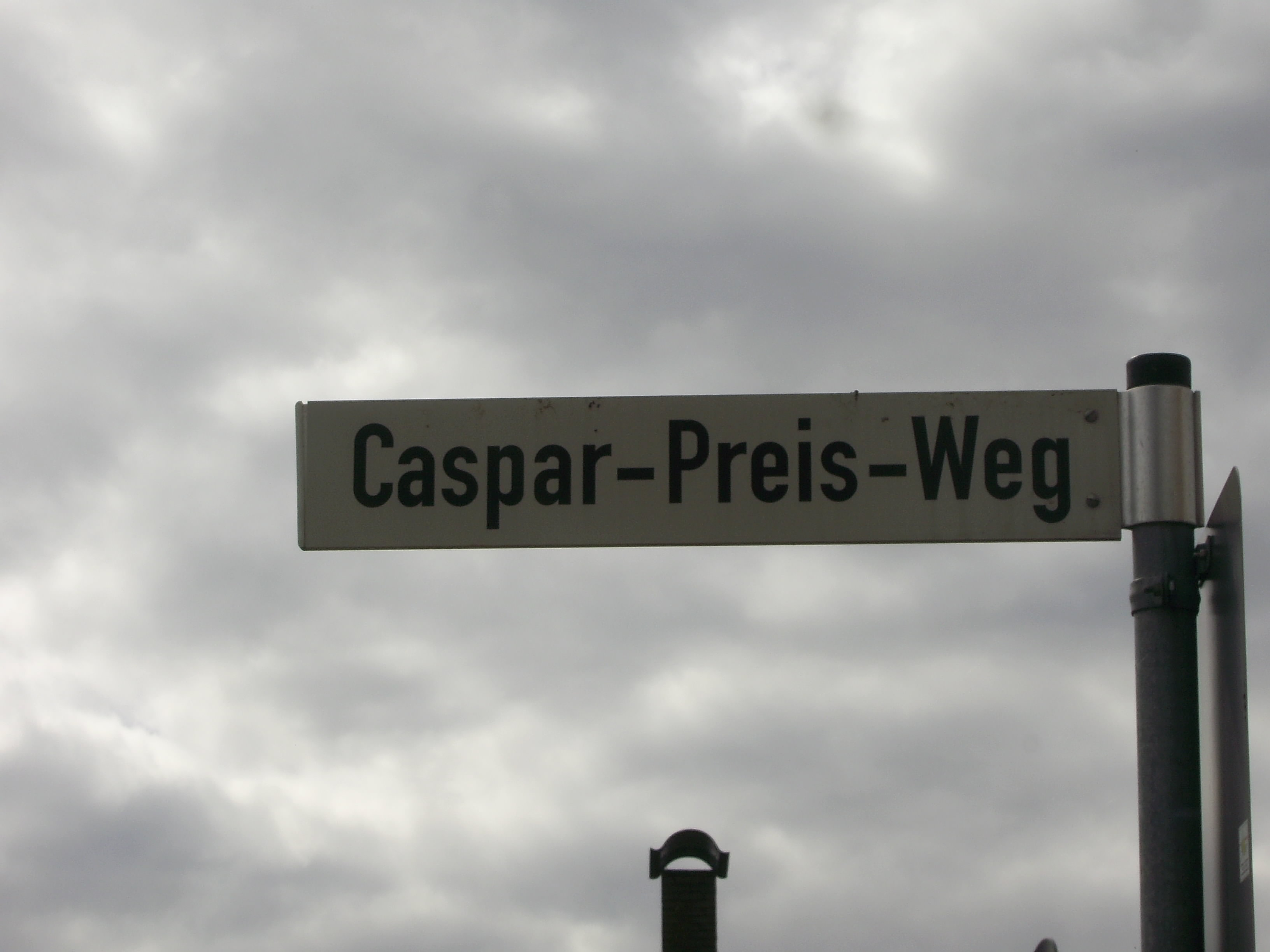
Caspar-Preis-Weg in Stausebach

Erste Editionen erfolgten im frühen 20. Jahrhundert. Das Hessische Staatsarchiv Marburg erwarb im Sommer 1991 aus privater Hand das Original der Chronik. Die editorische Bearbeitung des Textes nahm Diplomarchivar Helmut Klingelhöfer vor.
In Stausebach (seit 1971 eingemeindet zu Kirchhain) wurde ein Weg nach dem berühmten Sohn des Dorfes benannt.